# União de Jacarepaguá
Grêmio Recreativo Escola de Samba União de Jacarepaguá é uma escola de samba da cidade do Rio de Janeiro, sediada na Estrada Intendente Magalhães, no Campinho.

## História
A União de Jacarepaguá nasceu da fusão de duas outras famosas escolas de samba que existiam na região de Jacarepaguá: Corações Unidos de Jacarepaguá, na época representada por Aloysio Domingos da Cruz e Vai se quiser, que tinha como presidente Júlio Pinto.
Os grandes incentivadores desta fusão foram Joaquim Casemiro da Silva (o famoso Calça Larga, do Salgueiro), Hermes Rodrigues, Ministrinho, Lourival Cassado, todos da Mangueira e Expedito Silva, da Portela. A União de Jacarepaguá foi a primeira escola de samba a receber a visita de um chefe de Estado[carece de fontes?], pois esteve lá o presidente Juscelino Kubitschek de Oliveira.
De 1957 a 1965, apesar de não conseguir boas colocações, manteve-se a escola no desfile principal, a partir de 1966, a escola não mais conseguiu chegar ao Grupo Especial.
A partir da década de 1980, a escola se distanciou dos principais grupos do carnaval. Sua trajetória começou a mudar com o campeonato obtido no Grupo D em 1998. No ano seguinte, a escola conseguiu mais uma ascensão, retornando a Marquês de Sapucaí, em 2000, pelo Grupo B. Em 2002, a escola já desfilava no Grupo A, porta de entrada para a elite do carnaval. Permaneceu nesse grupo até o ano de 2005. No ano de 2004, apresentou um carnaval de nível, com o belíssimo samba em homenagem a cidade do Rio de Janeiro.
Voltando ao Grupo B em 2006, a escola ainda não ensaiou uma reação. No Carnaval 2009, a União de Jacarepaguá homenageou o cantor e compositor Paulinho da Viola, com o enredo A toda hora rola uma história, com samba e chorinho de Paulinho da Viola. A agremiação ficou na 6º colocação, com 238.6 pontos, continuando no mesmo grupo para 2010.
No Carnaval 2010, a União de Jacarepaguá oficializou Elisa Fernandes, que já havia contribuído no Carnaval de 2009, como diretora de carnaval. Elisa convidou, então, o carnavalesco Alexandre Louzada, campeão pela Mangueira, Vila Isabel e Beija-Flor, para fazer parte de uma comissão que teve como integrantes, Junior Schall e Jorge Teixeira, então coreógrafo da comissão de frente da Portela. Jorge, ao lado de Saulo Finelon, comandou a comissão de frente no enredo sobre o Retiro dos Artistas com o tema "Da morada da esperança ao grande palco do sambista, somos todos iguais nesta noite, somos todos artistas", ficando na 5º colocação. A harmonia foi comandada por Alex Fab e Marcelo Jacob. O canto passou a ser comandado por Tiganá e Diego Nicolau, estreantes na agremiação. Elisa Fernandes ganhou o Plumas & Paetês de Revelação pela sua atuação como diretora de Carnaval, e a ala das crianças ganhou o S@mba-Net de melhor ala mirim.
No Carnaval 2011, a União de Jacarepaguá seguiu com Elisa Fernandes na direção de carnaval e continuou com o carnavalesco Alexandre Louzada, que em dupla com Edson Pereira, apresentou o enredo sobre a história da feijoada, de autoria de Fábio Pavão e Elisa Fernandes, obtendo a 6º colocação. O intérprete oficial da escola foi Tiganá. Em 2011 a escola ganhou diversos prêmios, entre eles o S@mba-Net de melhor bateria (Mestre Marquinhos) e Melhor Galeria da Velha Guarda. Ganhou também o Plumas & Paetês de Melhor direção de Carnaval (Elisa Fernandes) e de Coreógrafo de comissão de Frente (Jorge Texeira e Saulo Finelon).
Para 2012, a União reformulou seu time após a saída de Elisa Fernandes, Alexandre Louzada, Edson Pereira, Jorge Texeira e Saulo Finelon. A escola trouxe de volta o carnavalesco Waldecyr Rosas, que apresentou como enredo "Um pequeno grande rei", ficando na 8º colocação.
Para 2013, a escola contou com o experiente Jorge Caribé que se juntou a Ney Júnior, num enredo sobre a cidade de Vassouras. com a manutenção de Tiganá como intérprete e seu samba encomendado pela própria direção, feito por compositores que sempre ganham na escola.
Em 2014, foi a segunda escola a desfilar na Marquês de Sapucaí, dia 28 de fevereiro, sexta-feira de carnaval. Com um desfile cheio de problemas, terminou em 15° lugar, o que decretou seu rebaixamento para a Série B, assim como a Tradição. Ambas as escolas passaram a desfilar na rua onde estão localizadas suas sedes, a Estrada Intendente Magalhães, a partir de 2015.
Inicialmente, quando começaram as disputas entre a LIESB e a Samba é Nosso, a União de Jacarepaguá se posicionou ao lado desta última liga. Por conta disso, quando a LIESB assumiu o Carnaval, a União acabou sendo rebaixada duas vezes consecutivamente, em desfiles considerados pela mídia especializada como concorrentes ao título.
Devido à rixa com a liga organizadora do Carnaval, o presidente Reinaldo Bandeira se afastou da escola, sendo substituído inicialmente por Jorge Santos, e depois por Ney Lopes. Sob este último presidente, a agremiação conseguiu ser campeã do Grupo D, voltando a alçar uma promoção.
Na preparação para o carnaval de 2020, ocorreu uma cisão na escola: com a volta de Reinaldo da Costa à presidência da agremiação, partidários do antecessor Ney Lopes criaram uma agremiação dissidente, a Novo Império, e levaram da União alguns segmentos como o carnavalesco, o casal de mestre-sala e porta-bandeira, além de levar para a nova agremiação o enredo e o samba anunciados pela União anteriormente. Com a cisão, a verde e branca lançou um novo enredo ("A Brasilidade feita à mão") e encomendou um novo samba. Última escola a desfilar na segunda-feira, obteve a sexta colocação no Grupo Especial da Intendente, apresentando um enredo sobre artistas que utilizam trabalhos manuais para compor suas obras.
Com o cancelamento dos desfiles de 2021 devido à pandemia do novo coronavírus, a escola lança em setembro do mesmo ano seu enredo para 2022: "De ventres africanos, os sonhos por liberdade!", que aborda de maneira crítica os 150 da assinatura da Lei do Ventre Livre. Com uma apresentação forte nos quesitos visuais e de pista, a escola vence o desfile do sábado, 30 de abril, e leva o título de campeã da Série Prata, conquistando assim o acesso à Série Ouro e sua volta à Sapucaí, onde havia desfilado pela última vez em 2014.

## Segmentos

### Presidentes
| Nome                       | Mandato         | Ref.  |
| -------------------------- | --------------- | ----- |
| Luiz Carlos de Oliveira    | 1988            | [ 6 ] |
| Deuzélio Ramos de Oliveira | 1991            | [ 6 ] |
| Reinaldo Bandeira da Costa | 2004-2017       | [ 6 ] |
| Jorge Santos               | 2017-2018       |       |
| Ney Lopes                  | 2018-2019       |       |
| Reinaldo Bandeira da Costa | 2019-atualidade | [ 7 ] |

### Diretores
| Ano  | Direção de Carnaval  | Direção geral de harmonia      | Mestre de bateria                    | Ref.  |
| ---- | -------------------- | ------------------------------ | ------------------------------------ | ----- |
| 2010 | Elisa Fernandes      | Alex Fab e Marcelo Jacob       | Marcos Vinícius "Marquinhos"         |       |
| 2011 | Elisa Fernandes      | Alex Fab e Marcelo Jacob       | Marcos Vinícius "Marquinhos"         |       |
| 2012 | Neyzinho             | Márvio Araújo                  | Marcos Vinícius "Marquinhos"         |       |
| 2013 | Neyzinho             | Márvio Araújo                  | Marcos Vinícius "Marquinhos"         |       |
| 2014 | Neyzinho             | Tatiana, Érico e Marvio Araújo | Marcos Vinícius "Marquinhos"         | [ 8 ] |
| 2015 | Neyzinho             | Almir de Souza e Marvio Araújo | Marcos Vnicius "Marquinhos"          | [ 9 ] |
| 2016 | Neyzinho             | Almir de Souza e Marvio Araújo | Marcos Vnicius "Marquinhos"          | [ 9 ] |
| 2020 |                      | Carlão e Márvio Araújo         | Marcus Vinícius Olympio "Marquinhos" | [ 7 ] |
| 2021 |                      |                                | Marcus Vinícius Olympio "Marquinhos" |       |
| 2022 | Camarão Netto        | Paulo Dimitri e Márvio Araújo  |                                      |       |
| 2023 | Comissão de Carnaval | Márvio Araújo                  |                                      |       |

### Intérpretes
| Período       | Intérprete oficial             | Ref.          |
| ------------- | ------------------------------ | ------------- |
| 1991          | Chicão Natureza                |               |
| 1996–2001     | William Black                  | [ 10 ]        |
| 2002          | Tiãozinho Cruz                 | [ 11 ]        |
| 2003–2009     | Rixxah                         | [ 12 ]        |
| 2010          | Tiganá e Diego Nicolau         | [ 13 ] [ 14 ] |
| 2011–2014     | Tiganá                         | [ 13 ]        |
| 2015–2017     | Tiãozinho Cruz                 | [ 11 ]        |
| 2018–2019     | Tuninho Azevedo                |               |
| 2020–2022     | Luiz Paulo Jr                  | [ 7 ]         |
| 2023–presente | Silas Leleu e Zé Paulo Miranda |               |

### Coreógrafos
| Ano            | Nome                                           | Ref.   |
| -------------- | ---------------------------------------------- | ------ |
| 2000-2003      | Márcio Vieira                                  |        |
| 2004-2005      | Márcio Vieira e Suely Guerra                   |        |
| 2006           | David                                          |        |
| 2007-2009      | Handerson Big                                  |        |
| 2010           | Jorge Texeira e Saulo Finelon                  |        |
| 2011           | Jorge Texeira e Saulo Finelon                  |        |
| 2012-2013      | Márcio Vieira                                  |        |
| 2014           | Alexandre Henriques                            | [ 15 ] |
| 2015           | Jardel Lemos                                   |        |
| 2017           | Samuel Martins e Alê Cavalcante                |        |
| 2018-2019      | Samuel Martins                                 |        |
| 2020-2022      | Naty Menezzes                                  | [ 7 ]  |
| 2023- presente | Naty Menezes, Marcio Vieira e Fabricio Ligiero |        |

### Casal de Mestre-sala e Porta-bandeira
| Ano             | Nome                              | Ref.   |
| --------------- | --------------------------------- | ------ |
| 2010            | Winnie Lopes e Júlio Cesar        |        |
| 2011            | Winnie Lopes e Júlio Cesar        |        |
| 2012            |                                   |        |
| 2013-2014       | Rogério Júnior e Natália Monteiro | [ 16 ] |
| 2015            | Julio Cesar e Natália Cristina    |        |
| 2016-2017       | Ruan e Isabela                    |        |
| 2018-2019       | Pedro Figueiredo e Paula Campos   |        |
| 2020-atualidade | Rogério Júnior e Natália Monteiro | [ 7 ]  |

### Corte de Bateria
| Período     | Rainha                                                   | Madrinha      | Ref.          |
| ----------- | -------------------------------------------------------- | ------------- | ------------- |
| 2002 – 2007 | Paulinha                                                 |               |               |
| 2008 – 2012 | Amanda Mattos                                            |               | [ 17 ]        |
| 2013        | Amanda Mattos                                            | Márcia Rocha  | [ 18 ] [ 19 ] |
| 2014        | Ana Luiza Raffide                                        | Amanda Mattos | [ 20 ] [ 21 ] |
| 2015        | Amanda Mattos                                            |               |               |
| 2016        | Mayara Nascimento                                        | Amanda Mattos |               |
| 2017        | Paulina Reis                                             | Amanda Mattos |               |
| 2018-2019   | Carol Lima                                               | Amanda Mattos |               |
| 2020-2022   |                                                          | Amanda Mattos |               |
| 2023        | John Avelino (1º rei de bateria da União de Jacarépaguá) | Amanda Mattos |               |

## Carnavais
| Ano | Colocação | Divisão | Enredo | Carnavalesco | Ref.          |
| --- | --- | --- | --- | --- | ------------- |
| 1957 | 6.º Lugar | Grupo 1 | "Exaltação a D. Pedro I" | | [ 22 ]        |
| 1958 | 6.º Lugar | Grupo 1 | "Vultos do Brasil - De Cabral a Brasília" | | [ 22 ]        |
| 1959 | 11.º Lugar | Grupo 1 | "Primeira estrofe do hino nacional" | | [ 22 ]        |
| 1960 | 4.º Lugar | Grupo 1 | "A um passo da glória" (Samba-enredo composto por Zé Linha e Chocolate) | | [ 22 ]        |
| 1961 | 8.º Lugar | Grupo 1 | "D. João VI no Brasil" (Samba-enredo composto por Catoni) | | [ 22 ]        |
| 1962 | 8.º Lugar | Grupo 1 | "Tipos populares do Brasil-Colônia" | | [ 22 ]        |
| 1963 | 5.º Lugar | Grupo 1 | "Mestre Valentim e sua época" | Ana Letícia e Napoleão Muniz Freire                                                                                   | [ 22 ]        |
| 1964 | 6.º Lugar | Grupo 1 | "Uma festa no Tijuco" (Samba-enredo composto por Jorge José dos Santos - Xéxeu) | | [ 22 ]        |
| 1965 | 9.º Lugar (Rebaixada)                                                                                                 | Grupo 1 | "Carnaval, alegria do Rio" (Samba-enredo composto por Mexeu e Jandir) | | [ 22 ]        |
| 1966 | 6.º Lugar | Grupo 2 | "Galeria de vultos imperiais" | | [ 22 ]        |
| 1967 | 7.º Lugar | Grupo 2 | "Contratadores de diamantes" | | [ 22 ]        |
| 1968 | 4.º Lugar | Grupo 2 | "Promulgação da Lei Áurea" | | [ 22 ]        |
| 1969 | 4.º Lugar | Grupo 2 | "Memórias históricas do Primeiro lmpério" (Samba-enredo composto por Djandir e Renato) | | [ 22 ]        |
| 1970 | 5.º Lugar | Grupo 2 | "Salões e damas imperiais" (Samba-enredo composto por Renato Nascimento, Jorge Mexeu e Djandir Bastos) | Julio Mattos | [ 22 ]        |
| 1971 | 11.º Lugar | Grupo 2 | "Marília de Dirceu" | | [ 22 ]        |
| 1972 | 7.º Lugar | Grupo 2 | "A Festa da Independência" (Samba-enredo composto por Sebastião Gomes) | | [ 22 ]        |
| 1973 | 12.º Lugar | Grupo 2 | "As sete portas da Bahia (obra de Caribé)" (Samba-enredo composto por Hyldécio Lellis) | | [ 22 ]        |
| 1974 | 9.º Lugar | Grupo 2 | "Bandeira Branca - Homenagem a Dalva de Oliveira" (Samba-enredo composto por Jorge Lucas e Waldeir) | | [ 22 ]        |
| 1975 | 13.º Lugar | Grupo 2 | "Reais pessoas - chegada de D. João VI" (Samba-enredo composto por Jorge Mexeu) | | [ 22 ]        |
| 1976 | 3.º Lugar | Grupo 2 | "Acalanto para Uiara" (Samba-enredo composto por Joel Menezes, Norival Reis e Vicente Matos) | | [ 22 ]        |
| 1977 | 5.º Lugar | Grupo 2 | "Banzo" (Samba-enredo composto por Norival Reis, Vicente Matos e Carlito Cavalcante) | Gil Fabiano Vargas | [ 22 ]        |
| 1978 | 12.º Lugar | Grupo 2 | "Cor, ação e samba" (Samba-enredo composto por Norival Reis e Vicente Matos) | Adal e Edson Mendes                                                                                                   | [ 22 ]        |
| 1979 | 11.º Lugar | Grupo 2A | "170 anos de Banco do Brasil" | | [ 22 ]        |
| 1980 | Vice-campeã | Grupo 2A | "Carnaval e glória de Othelo" | | [ 22 ]        |
| 1981 | 11.º Lugar | Grupo 1B | "Mauricéia em noite de festa" (Samba-enredo composto por Djandir, Catoni e Dantas) | Edson Machado | [ 22 ]        |
| 1982 | 12.º Lugar (Rebaixada)                                                                                                | Grupo 1B | "Gosto que me enrosco" (Samba-enredo composto por Marino, Ivanildo e Wilson Magnata) | | [ 22 ]        |
| 1983 | 5.º Lugar | Grupo 2A | "Vovô viu a uva" | | [ 22 ]        |
| 1984 | 4.º Lugar | Grupo 2A | "Porque aqui" | Nilson da Cruz Bulhões e Paulo Gonçalves                                                                              | [ 10 ]        |
| 1985 | Vice-campeã | Grupo 2A | "Marquesa de Santos" (Samba-enredo composto por Norival Reis e Vicente Matos) | Nilson da Cruz Bulhões e Paulo Gonçalves                                                                              | [ 10 ]        |
| 1986 | 9.º Lugar (Rebaixada)                                                                                                 | Grupo 1B | "No cheiro, no mastigo ou da baforada" (Samba-enredo composto por Carvalho, Carlinhos 71, Naldo do Cavaco e Toninho 70) | Gil Ricon | [ 10 ]        |
| 1987 | 6.º Lugar | Grupo 3 | "A beleza e a graça da raça" | Gil Ricon | [ 10 ]        |
| 1988 | 5.º Lugar | Grupo 3 | "Vendaval da liberdade" | Sérgio Kautzman e Armando Martins                                                                                     | [ 10 ]        |
| 1989 | 6.º Lugar | Grupo 3 | "Brasil acorda que a hora é essa" | Nilson da Cruz Bulhões e Paulo Gonçalves                                                                              | [ 10 ]        |
| 1990 | 12.º Lugar | Grupo B | "Dai a Chico o que é de Chico" | Nilson da Cruz Bulhões e Paulo Gonçalves                                                                              | [ 10 ]        |
| 1991 | 10.º Lugar | Grupo B | "Apertem meu pescoço, mas eu não paro de gritar, sou mais Brasil" (Samba-enredo composto por Chicão Natureza, Joel de Petrópolis, Abel do Cavaco, Jorge Macumba e Roberto Barbosa) | Nilson da Cruz Bulhões e Paulo Gonçalves                                                                              | [ 10 ]        |
| 1992 | 7.º Lugar | Grupo B | "Mar de ilusão" (Samba-enredo composto por Antônio Ananias, Catoni, Serginho Mato Alto e Manoel Vargas) | Nilson da Cruz Bulhões e Paulo Gonçalves                                                                              | [ 10 ]        |
| 1993 | 6.º Lugar | Grupo B | "Arte negra em noite de gala" | Nilson da Cruz Bulhões e Paulo Gonçalves                                                                              | [ 10 ]        |
| 1994 | 6.º Lugar | Grupo B | "Tropicália, aquele abraço" | Nilson da Cruz Bulhões e Paulo Gonçalves                                                                              | [ 10 ]        |
| 1995 | 11.º Lugar | Grupo B | "De geração em geração quem é discriminado é o negão" | Nilson da Cruz Bulhões e Paulo Gonçalves                                                                              | [ 10 ]        |
| 1996 | 3.º Lugar | Grupo D (quinta divisão)                                                                                              | "Folias brejeiras" | Alex de Souza | [ 10 ]        |
| 1997 | 3.º Lugar | Grupo D (quinta divisão)                                                                                              | "História de uma terra preciosa" | Alex de Souza | [ 10 ]        |
| 1998 | Campeã | Grupo D (quinta divisão)                                                                                              | "Emplumados na folia, chegou o nosso dia" (Samba-enredo composto por Santinho da Mocidade, Hércules, Bulla e Tião do Ouro) | Jorge Mendes | [ 10 ]        |
| 1999 | Vice-campeã | Grupo C (quarta divisão)                                                                                              | "A vida é uma festa" (Samba-enredo composto por Paulinho Magalhães, Serginho Mato Alto, Edson Poeta e Quarenta) | Jorge Mendes | [ 10 ]        |
| 2000 | 5.º Lugar | Grupo B (terceira divisão)                                                                                            | "O vento que venta lá venta cá" (Samba-enredo composto por Ulisses, Luisinho, Henrique e Marcinho) | Jorge Mendes | [ 10 ]        |
| 2001 | Vice-campeã | Grupo B (terceira divisão)                                                                                            | "A magia da dança" (Samba-enredo composto por Paulinho Magalhães, Marilda e Marinho da Galera) | Jorge Mendes | [ 10 ]        |
| 2002 | 9.º Lugar | Grupo A (segunda divisão)                                                                                             | "Asas: sonho de muitos, privilégio de poucos, tecnologia de todos" (Samba-enredo composto por Luisinho Oliveira, Alexandre Valle, Ulisses, Henrique Guerra e Elio Sabino) | Jorge Mendes | [ 10 ]        |
| 2003 | 7.º Lugar | Grupo A (segunda divisão)                                                                                             | "O do cupim é do capim" (Samba-enredo composto por Almicar, Edinho e Henrique Martins) | Waldecyr Rosas | [ 10 ]        |
| 2004 | 4.º Lugar | Grupo A (segunda divisão)                                                                                             | "Rio de Janeiro - O Rio que o mundo inteiro ama" (Samba-enredo composto por Luisinho Oliveira, Alexandre Valle, Serginho Mato Alto, Elio Sabino e Henrique Guerra) | Shangai | [ 10 ]        |
| 2005 | 10.º Lugar (Rebaixada)                                                                                                | Grupo A (segunda divisão)                                                                                             | "Iriruama, arara o ama, por toda eternidade" (Samba-enredo composto por Luisinho Oliveira, Henrique Guerra, Élio Sabino, Serginho Mato Alto e Ulisses PQD) | Waldecyr Rosas, Leonardo Batista, Júnior Schall, Tio Mulato, Reinaldo Bandeira e Luiz Carlos                          | [ 10 ]        |
| 2006 | 11.º Lugar | Grupo B (terceira divisão)                                                                                            | "Alô, alô, Intendente! Aquele abraço!" (Samba-enredo composto por Marinho, Ivanísia, Fernando Tcha Tcha, Tito e Jorge Buccos) | Rodrigo Sampaio | [ 10 ]        |
| 2007 | 9.º Lugar | Grupo B (terceira divisão)                                                                                            | "Chá, elixir da vida, herança milenar de aroma, arte e cultura" (Samba-enredo composto por Ivanísia, Fernando Tchá-Tchá, Marinho, Tito e Jorge Buccos) | Wagner Almeida e Jorge Mendes                                                                                         | [ 10 ]        |
| 2008 | 10.º Lugar | Grupo B (terceira divisão)                                                                                            | "Miquié" - "Maca ê", sou a princesinha do Atlântico, capital Macaé" (Samba-enredo composto por Ivanísia Silva, Marinho, Fernando, Tito, Jorge, Serginho, Alexandre e Girão) | Wagner Almeida | [ 10 ]        |
| 2009 | 6.º Lugar | Grupo RJ-1 (terceira divisão)                                                                                         | "A toda hora rola uma história, com samba e chorinho de Paulinho da Viola" (Samba-enredo composto por Alexandre Valle, Humberto Carlos, Elizeu, Jarbas e Paulo Cabeça Branca) | Wagner Almeida | [ 10 ]        |
| 2010 | 5.º Lugar | Grupo RJ-1 (terceira divisão)                                                                                         | "Da morada da esperança ao grande palco do sambista, somos todos iguais nesta noite, somos todos artistas" (Samba-enredo composto por Luiz Paulo, James Bernardes e Evaldo Jr.) | Alexandre Louzada, Júnior Schall e Edson Pereira                                                                      | [ 10 ]        |
| 2011 | 6.º Lugar | Grupo B (terceira divisão)                                                                                            | "Feijoada – mistura e tempero, da cor do samba, sabor brasileiro" (Samba-enredo composto por Ari Jorge, Robson Moratelli, Victor Rangel, Mariano Araújo e Marcelo Poesia) | Alexandre Louzada e Edson Pereira                                                                                     | [ 10 ]        |
| 2012 | 8.º Lugar | Grupo B (terceira divisão)                                                                                            | "O pequeno grande Rei" (Samba-enredo composto por Luiz Paulo, James Bernardes, Evaldo Jr., Ari Jorge, Robson Moratelli, Jorge Rangel, Alexandre Valle, Ivanísia, Mariano Araújo, Neyzinho, Jorge Buccos, Girão, Luisinho Oliveira, Celinho de Minas, Elio Sabino, Alvinho, Nado e Serginho Mato Alto) | Waldecyr Rosas | [ 10 ]        |
| 2013 | 15.º Lugar | Série A (segunda divisão)                                                                                             | "Dos Barões do café à cidade universitária. Vassouras, ouro verde do Brasil!" (Samba-enredo composto por Alexandre Valle, James Bernardes, Ivanísia, Neyzinho do Cavaco, Girão, Mariano Araújo e Jorge Buccos)                                                                                        | Jorge Caribé | [ 10 ]        |
| 2014 | 15.º Lugar (Rebaixada)                                                                                                | Série A (segunda divisão)                                                                                             | "Iorubás - a história do povo Nagô" (Samba-enredo composto por Alexandre Valle, James Bernardes, Ivanísia, Neyzinho do Cavaco, Girão e Mariano Araújo) | Jorge Caribé | [ 10 ]        |
| 2015 | 3.º Lugar | Série B (terceira divisão)                                                                                            | "Da corte de Abatolá à terra dos Tupinambás!" (Samba-enredo composto por Tuninho Azevedo, Paulinho Valença, Victor Alves, Chiquinho do Óleo e Leandro Maninho) | Jorge Caribé |               |
| 2016 | 13.º Lugar (Rebaixada)                                                                                                | Série B (terceira divisão)                                                                                            | "De grão em grão, a galinha enche o papo!" (Samba-enredo composto por Alexandre Valle, Samir Trindade, Neyzinho do Cavaco, Ivanizia, Ramirez ,Tadelzinho, James Bernardes, Girão, João do Gelo, Manoelzinho Vaz e Robert Farrow)                                                                      | Rodrigo Almeida | [ 23 ] [ 24 ] |
| 2017 | 11.º Lugar (Rebaixada)                                                                                                | Série C (quarta divisão)                                                                                              | "Os retornantes" (Samba-enredo composto por Lequinho, Jr Fionda, Alexandre Vale, Neizinho do Cavaco, Ivanízia, Hebert Rocha, Fadico, Tadeuzinho e Girão) | Jorge Caribé |               |
| 2018 | 4.º Lugar | Série D (quinta divisão)                                                                                              | Caruaru: Capital do forró e do São João mais arretado do Brasil! | Jorge Caribé | [ 25 ]        |
| 2019 | Campeã | Série D (quinta divisão)                                                                                              | Africanidades (Samba-enredo composto por Dona Ivanísia, Chico LS, Toninho Azevedo, Wagner Rodrigues, Gigi da Estiva, Jairo Lima, Fábio Xavier, Vanderley Santana, Antônio Conceição, Robert Farrow e Girão)                                                                                           | Jorge Caribé e Elvis Luiz                                                                                             | [ 26 ]        |
| 2020 | 6.º Lugar | Especial da Intendente (terceira divisão)                                                                             | A Brasilidade feita à mão Compositores: Luiz Paulo Jr, Diego Nicolau e Ribeirinho | Lucas Lopes | [ 27 ] [ 7 ]  |
| Inicialmente adiados para o mês de julho, os desfiles do Carnaval 2021 foram cancelados devido a pandemia de Covid-19 | Inicialmente adiados para o mês de julho, os desfiles do Carnaval 2021 foram cancelados devido a pandemia de Covid-19 | Inicialmente adiados para o mês de julho, os desfiles do Carnaval 2021 foram cancelados devido a pandemia de Covid-19 | Inicialmente adiados para o mês de julho, os desfiles do Carnaval 2021 foram cancelados devido a pandemia de Covid-19 | Inicialmente adiados para o mês de julho, os desfiles do Carnaval 2021 foram cancelados devido a pandemia de Covid-19 | [ 28 ]        |
| 2022 | Campeã | Série Prata (Sábado) (terceira divisão)                                                                               | De ventres africanos, os sonhos por liberdade! | Lucas Lopes | [ 29 ]        |
| 2023 | 15.º Lugar (Rebaixada)                                                                                                | Série Ouro (segunda divisão)                                                                                          | Manoel Congo, Mariana Crioula - Heróis da Liberdade no Vale do Café Compositores: Beto Aquino, Claudio Matos, Diego Nicolau, Douglas Ribeiro, Genaro Du Banjo, João Do Gelo, Marcelino Santos, Phabbio Salvatt, Temtem Jr., Thiago Bahiano, Valtinho Botafogo e Victor Rangel                         | Lucas Lopes e Rodrigo Meiners                                                                                         | [ 30 ]        |
| 2024 | 3.º Lugar | Série Prata (Terça-feira) (terceira divisão)                                                                          | A Criação Vodun e o Candomblé Jêje Compositores: Valtinho Botafogo, Diego Nicolau, Tem-Tem Jr., Marcelinho Santos, Romeu D’Malandro, Matheus Lebre, Ronie Oliveira e Phabbio Salvatti | Rodrigo Meiners | [ 31 ]        |
| 2025 | 7.º Lugar | Série Prata (terceira divisão)                                                                                        | Asas: sonho de muitos, privilégio de poucos, tecnologia de todos (Reedição do enredo de 2002) Compositores: Luisinho Oliveira, Alexandre Valle, Ulisses, Henrique Guerra e Elio Sabino | Jorge Mendes | [ 32 ]        |

## Premiações
Prêmios recebidos pelo GRES União de Jacarepaguá.
| Ano  | Prêmio               | Categoria / premiados | Divisão    | Ref.          |
| ---- | -------------------- | --- | ---------- | ------------- |
| 1976 | Estandarte de Ouro   | Samba-enredo do Grupo 2 (Atual Série A) ("Acalanto para Uiara" - Compositores: Norival Reis, Vicente Mattos, Joel Menezes)                                                                       | Grupo 2    | [ 33 ]        |
| 1981 | Estandarte de Ouro   | Samba-enredo do Grupo 1B (Atual Série A) ("Mauricéia em noite de festa" - Compositores: Djandir, Catoni e Dantas)                                                                                | Grupo 1B   | [ 33 ]        |
| 2000 | S@mba-Net            | Enredo ("O vento que venta lá, venta cá") | Grupo B    | [ 34 ]        |
| 2000 | S@mba-Net            | Ala mirim | Grupo B    | [ 34 ]        |
| 2000 | S@mba-Net            | Conjunto de fantasias | Grupo B    | [ 34 ]        |
| 2001 | S@mba-Net            | Ala mirim | Grupo B    | [ 35 ]        |
| 2002 | S@mba-Net            | Samba-enredo ("Asas, sonho de muitos, privilégio de poucos, tecnologia de todos" - Compositores: Luizinho Oliveira, Alexandre Valle, Ulisses, Henrique Guerra e Ekio Sabino)                     | Grupo A    | [ 36 ]        |
| 2002 | S@mba-Net            | Ala mirim | Grupo A    | [ 36 ]        |
| 2003 | S@mba-Net            | Bateria (Diretor responsável: Mestre Marquinhos) | Grupo A    | [ 37 ]        |
| 2004 | Estandarte de Ouro   | Samba-enredo do Grupo A (Atual Série A) ("Rio de Janeiro - O Rio que o mundo inteiro ama" - Compositores: Luisinho Oliveira, Alexandre Valle, Serginho Mato Alto, Elio Sabino e Henrique Guerra) | Grupo A    | [ 33 ]        |
| 2004 | S@mba-Net            | Samba-enredo ("Rio de Janeiro - O Rio que o mundo inteiro ama" - Compositores: Luisinho Oliveira, Alexandre Valle, Serginho Mato Alto, Elio Sabino e Henrique Guerra)                            | Grupo A    | [ 38 ]        |
| 2004 | Troféu Jorge Lafond  | Samba-enredo ("Rio de Janeiro - O Rio que o mundo inteiro ama" - Compositores: Luisinho Oliveira, Alexandre Valle, Serginho Mato Alto, Elio Sabino e Henrique Guerra)                            | Grupo A    | [ 39 ]        |
| 2005 | S@mba-Net            | Personalidade (Paulinha - Rainha de Bateria) | Grupo A    | [ 40 ]        |
| 2006 | Troféu Jorge Lafond  | Intérprete (Rixxah) | Grupo B    | [ 41 ]        |
| 2006 | Troféu Jorge Lafond  | Rainha de bateria (Paulinha) | Grupo B    | [ 41 ]        |
| 2007 | S@mba-Net            | Intérprete (Rixxah) | Grupo B    | [ 42 ]        |
| 2008 | Troféu Jorge Lafond  | Velha guarda | Grupo B    | [ 43 ]        |
| 2009 | Troféu Jorge Lafond  | Comissão de frente (Coreógrafo: Handerson Big) | Grupo RJ-1 | [ 44 ]        |
| 2010 | S@mba-Net            | Ala mirim | Grupo RJ-1 | [ 45 ]        |
| 2010 | Plumas & Paetês      | Revelação (Elisa Fernandes - Diretora de carnaval) | Grupo RJ-1 | [ 46 ]        |
| 2011 | S@mba-Net            | Bateria (Diretor responsável: Mestre Marquinhos) | Grupo B    | [ 47 ]        |
| 2011 | S@mba-Net            | Velha guarda | Grupo B    | [ 47 ]        |
| 2011 | Plumas & Paetês      | Coreógrafo (Jorge Texeira) | Grupo B    | [ 48 ]        |
| 2011 | Plumas & Paetês      | Diretora de carnaval (Elisa Fernandes) | Grupo B    | [ 48 ]        |
| 2012 | Troféu Jorge Lafond  | Ala mirim | Grupo B    | [ 49 ]        |
| 2014 | S@mba-Net            | Velha guarda | Séria A    | [ 50 ] [ 51 ] |
| 2014 | Plumas & Paetês      | Artesãs (Fabiana e Alessandra) | Séria A    | [ 52 ]        |
| 2014 | Plumas & Paetês      | Destaque de luxo (Regina Marins) | Séria A    | [ 52 ]        |
| 2018 | Prêmio Samba na Veia | Melhor Casal de mestre-sala e porta-bandeira (Pedro Figueiredo e Paula Campos) | Grupo D    | [45]          |
| 2019 | Prêmio Samba na Veia | Melhor Casal de mestre-sala e porta-bandeira (Pedro Figueiredo e Paula Campos) | Grupo D    | [45]          |